# Peucedanum petteri
Peucedanum petteri är en flockblommig växtart som beskrevs av Roberto de Visiani. Peucedanum petteri ingår i släktet siljor, och familjen flockblommiga växter. Inga underarter finns listade i Catalogue of Life.